# Kalandrování textilií
Kalandrování je zušlechťovací proces, při kterém se na plošné textilie působí tlakem otáčejících se válců.
Účelem kalandrování je dodat textilnímu materiálu určitý vzhled nebo omak.

## Kalandrovací stroje
Stroje sestávají nejčastěji ze 3-7 válců nad sebou, vždy střídavě jeden kovový (s možností vyhřívání) a jeden s elastickým či bavlněným povrchem. Přítlak mezi válci může dosáhnout až 1200 kN, rychlost do 200 m/min.
K nejpoužívanějším kalandrům patří:
- Válcový - univerzální zařízení na matování nebo leštění textilií
- Frikční – zboží se hladí za současného tření (chintzový efekt)
- Rýhovaný – ohřívané ocelové válce s jemným rýhováním (např. k napodobení hedvábné tkaniny)
- Gaufrovací – k ražení různých vzorů nebo také ke zpevňování rouna u netkaných textilií
- Chaisingový – zboží prochází ložené v několika vrstvách nad sebou, tím se dosáhne matného lesku (proces je podobný mandlování)
- Simili Kalandr – vlhké zboží prochází kalandrem při vysoké teplotě a tlaku. Tím se dosáhne na bavlněných nebo viskózových tkaninách lesku, který se však po vyprání ztrácí
- Plsticí – k sušení a úpravě vlněných tkanin
- Termo Kalandr – zpevnění netkaných textilií mezi ohřívanými válci (termobonding)
- Pletařský – zařízení na paření pletenin hadicového tvaru

## Efekty získané kalandrováním
Žlábky, hedvábný povrch textilie, gaufrový efekt (krep), moaré, chintz a další mohou být:
- stálé při praní – vzniklé termofixací textilií z plastických vláken
- nestálé při praní - efekty získané kalandrováním na textiliích z celulózových vláken (např. bavlna, viskóza). Zvýšení stálosti se zde dosáhne síťovacími přípravky, které se přidávají před kalandrováním a po průchodu kalandrem se provádí vlastní zesítění.

## Galerie kalandrů

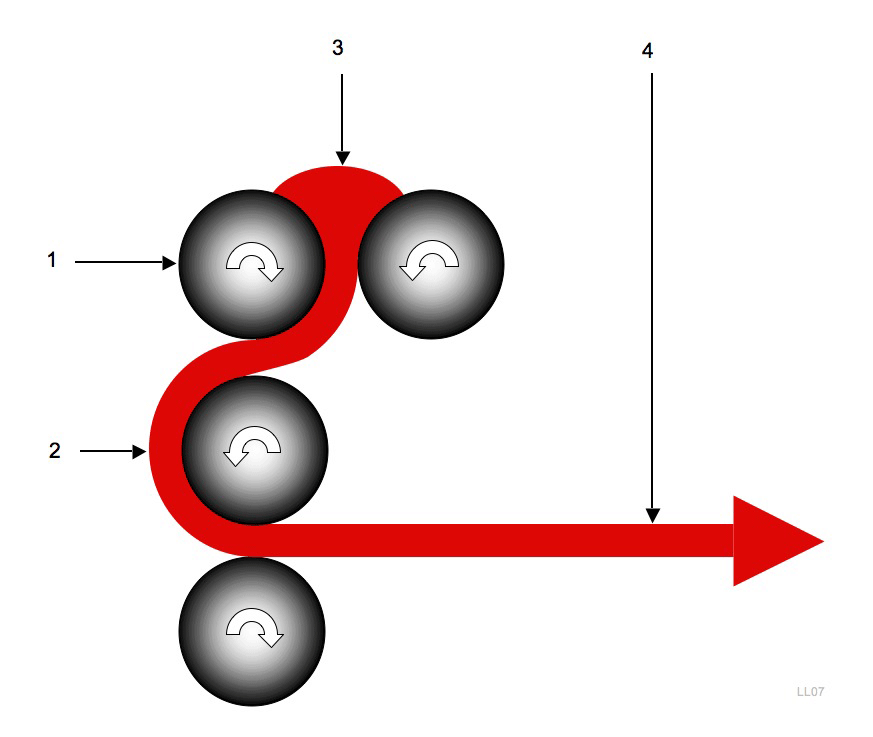
Schéma kalandrování
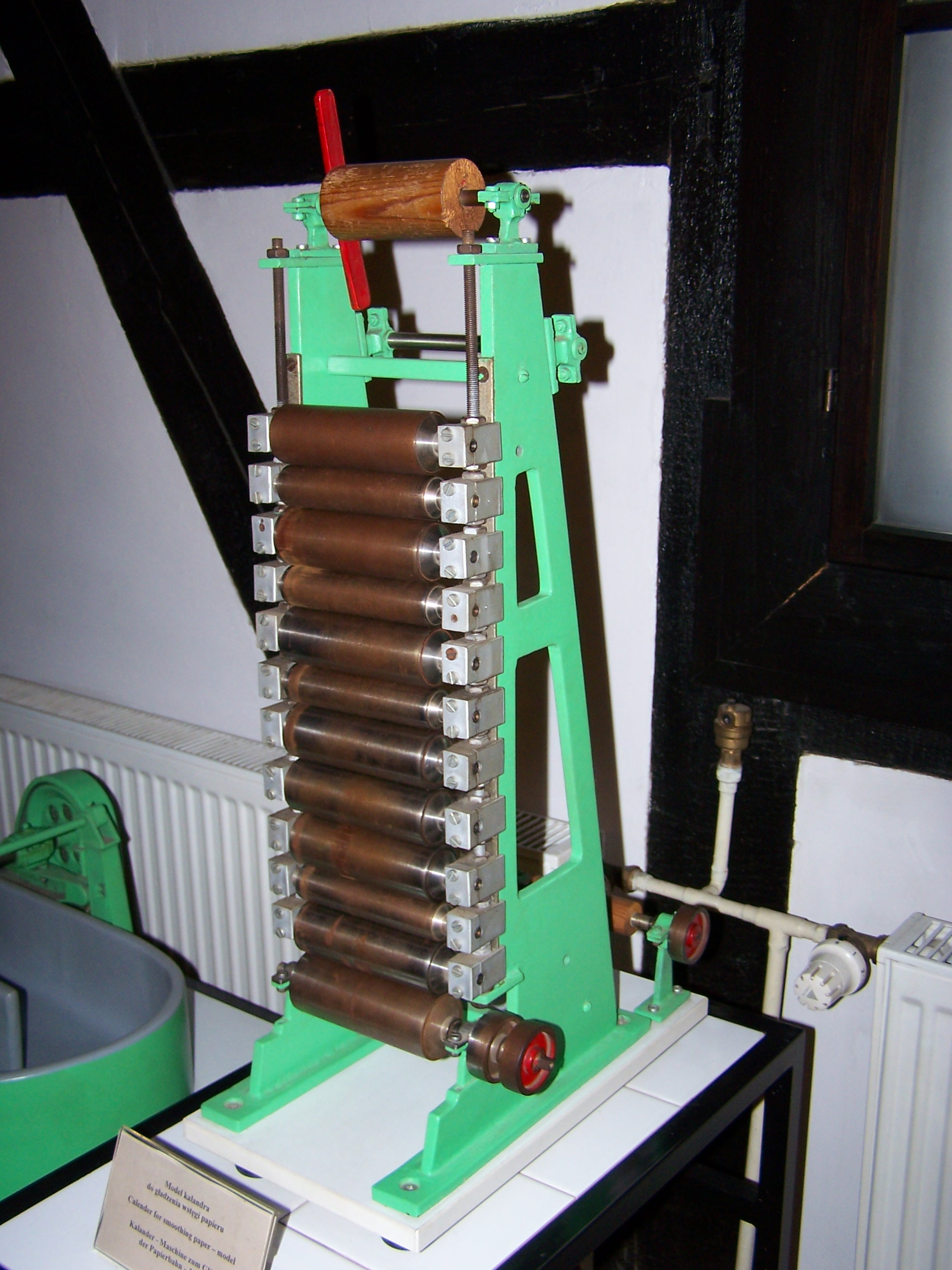
Model kalandru
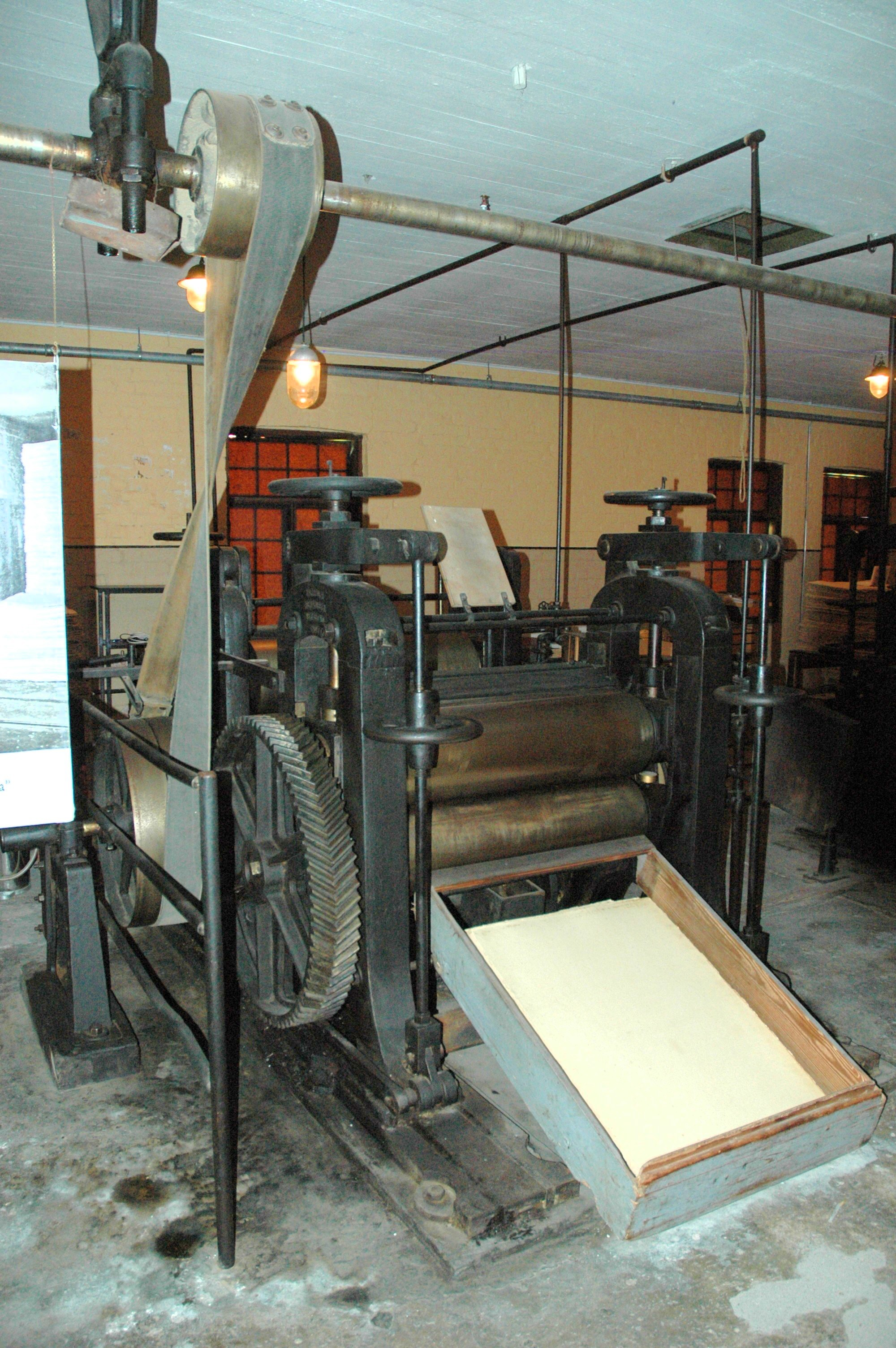
Muzeální kalandr (Finsko)
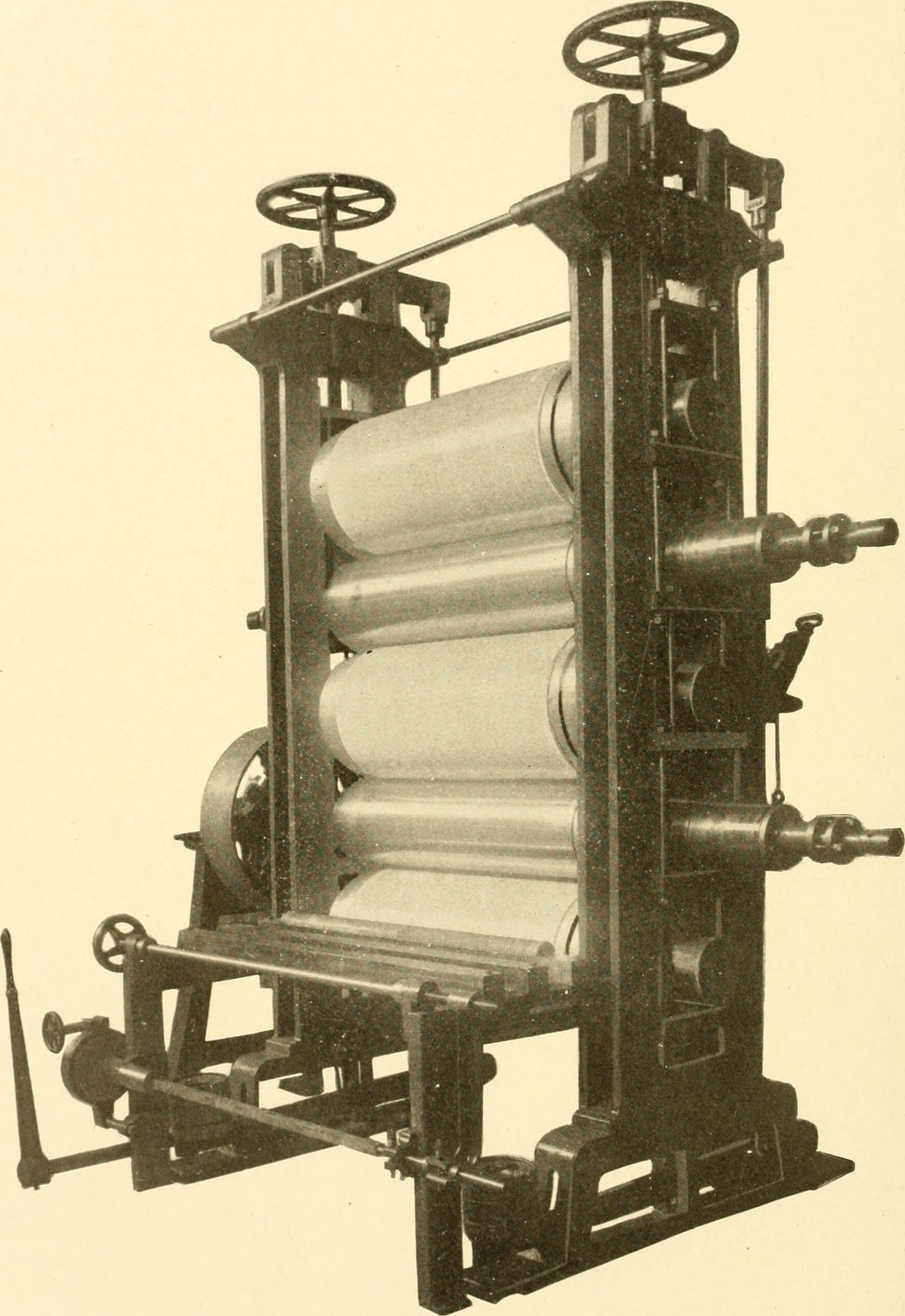
Pětiválcový kalandr z roku 1907 (USA)
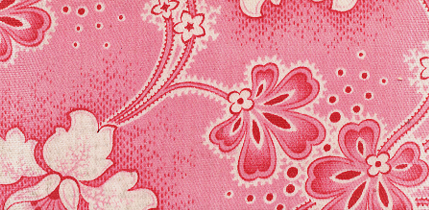
Tkanina upravená frikčním kalandrem
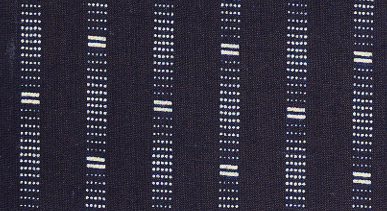
Tkanina s hedvábným povrchem tvořeným speciálně rýhovaným kalandrem
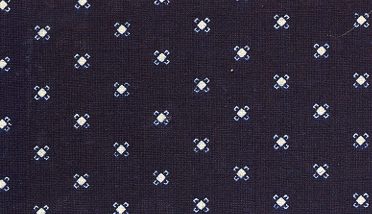
Tkanina po úpravě gaufrovacím kalandrem (1909)